# سامي سمير
سامي سمير (بالعبرية:סמי סמיר) ، ممثل سينمائي إسرائيلي مصري، من مواليد 1972م في مدينة القدس ، من أب مصري وأم إسرائيلية.

## مشاركته
شارك في عدة أفلام، ومنها فيلم Chain of Command .

## وصلات خارجية
- سامي سمير على موقع IMDb (الإنجليزية)
- سامي سمير على موقع ألو سيني (الفرنسية)
- سامي سمير على موقع أول موفي (الإنجليزية)
- سامي سمير على موقع قاعدة بيانات الأفلام السويدية (السويدية)
- سامي سمير على موقع قاعدة بيانات الفيلم (الإنجليزية)
- سامي سمير على موقع كينوبويسك (الروسية)

- (بالإنجليزية)"Biographie en anglais sur IMDb". مؤرشف من الأصل في 2013-11-09. اطلع عليه بتاريخ 2012-06-21.